# Plectocomia pygmaea
Plectocomia pygmaea là loài thực vật có hoa thuộc họ Arecaceae. Loài này được Madulid miêu tả khoa học đầu tiên năm 1981.